# Sevenum
Sevenum – miejscowość w Limburgii w południowej Holandii. Zamieszkiwana jest przez ponad 7 tys. mieszkańców. Nazwa pochodzi od siedmiu zamków znajdujących się niegdyś w miejscowości.